# Маниш Вьяс
Маниш Вьяс (англ. Manish Vyas) — музыкант и соавтор музыки в стиле World-music, мультиинструменталист и вокалист. Вьяс выпустил несколько сольных альбомов, а также участвовал в проектах известных музыкантов (Прем Джошуа, Снатам Каур, Sufi Splendor, Tanmyo и др.).

## Биография
Маниш Вьяс родился в Индии, в семье где любили индийскую классическую, народую музыку и киртан. В девять лет он начал учиться играть на табла в Бомбее у известного маэстро Устада Аларакха (Ustad Allarakha), а также игре на сантуре. Позднее его талант раскрылся когда он познакомился с известными музыкантами в общине Ошо в Пуне. Здесь он встретил музыканта Прем Джошуа и вступил в его коллектив.
Позже талантливыми произведениями Маниша Вьяса восторгались любители этнической музыки не только из Индии, но и со всего мира, и они получили большую известность. За годы выступлений Вьяс дал большое количество концертов по всему миру. Его приглашали выступать на различных музыкальных мероприятиях Азии, Европы и Америки, также он сыграл на свадьбе сэра Пола Маккартни.
Музыкальные произведения Маниша Вьяса очень самобытны меланхоличной музыкой и гармоничным вокалом, которые сменяются тихими ритмичными композициями. В последних альбомах на древние санскритские мантры подобрана красивая релаксирующая музыка.

## Дискография
- 2002 Sufi Splendor «Music For Whirling Meditation» with Manish Vyas
- 2002 «Water Down The Ganges» with Prem Joshua
- 2003 «Mandala — Healing Ragas»
- 2005 «Sattva»
- 2007 «Rejoicing»
- 2008 «Prasad»
- 2014 «Shivoham — a journey of bliss»
- 2015 «Atma Bhakti»
- 2016 «Healing Ragas — 3»
- 2016 «Secret of Love — Mystical Songs of Love»